# 中華人民共和国の民族政策

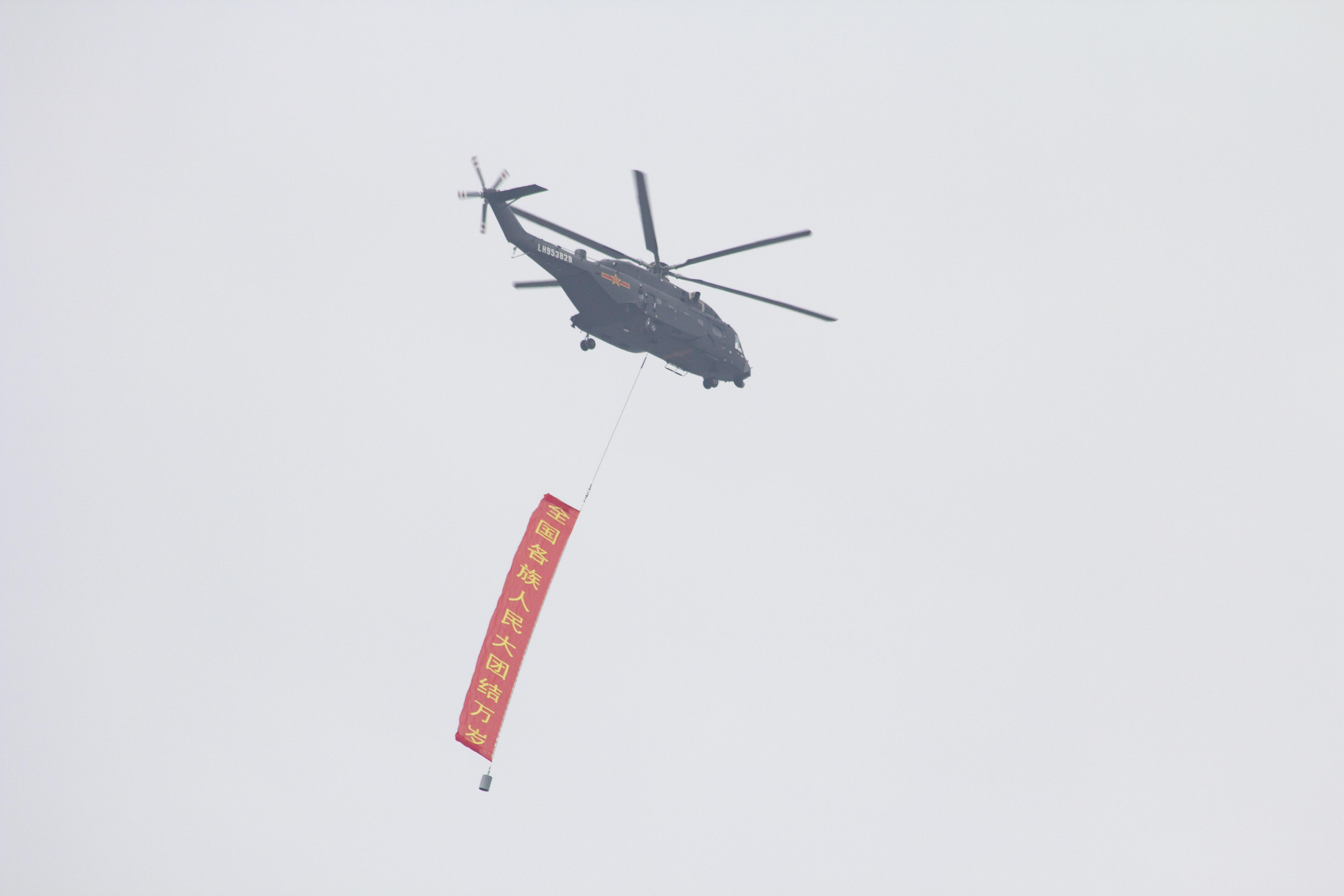
中国共産党建党百周年を記念して、「全国各族人民大団結万歳」のスローガンを吊るして首都北京上空を飛ぶZ-8ヘリコプター

中華人民共和国の民族政策（ちゅうかじんみんきょうわこくのみんぞくせいさく）では、中華人民共和国が国内に存在する各民族に対して採用している政策について述べる。初期の民族政策は、主にソ連の方式を採用し、人民大衆を主体とする形で進められた。すなわち、中国に居住する人民および各民族を社会主義革命に参加する大衆として位置づけたものである。1976年の毛沢東の死去以降、「中華民族」という用語が徐々に復活し、その後の民族政策に影響を与えるようになった。
しかし、「単一の中華民族」と「各民族」という二つの概念をめぐる民族政策において、「中華民族の民族的アイデンティティ」は学術的な理論の焦点となっている。国家民族事務委員会が管轄する中央級の総合紙『中国民族報』や、民族理論および政策に関する学術的・文化的議論において、2000年以降、「中華民族」の「国族（英語: nation）」としての地位を法律および政策において確立することが求められている。

## 歴史
中華人民共和国初期の主要な社会主義民族政策における用語は、「中国人民」および「各民族」であった。しかし、毛沢東が1976年に死去して以降、「中華民族」という語が次第に「中国人民」および「各民族」という表現に取って代わるようになった。この中国に居住する「人民」や社会主義革命の「群衆」といった中立的な表現から、より民族主義的性質を帯びた「民族」への転換は、中華人民共和国における文化的アイデンティティの政治上の変化を反映したものである。
最も早く遡ることができるのは、1931年に中華工農兵ソビエト第一次全国代表大会で採択された『中華ソビエト共和国憲法大綱』および『中国国内の少数民族問題に関する決議案（中国語: 關於中國境內少數民族問題的決議案）』である。共産主義の理念に基づき、中国共産党はマルクスの民族平等およびレーニンの民族自決思想に従い、中国の伝統的な歴史観や民族観に反対した。これにより、各民族に対してはマルクス主義的な思想改造を行い、マルクス主義的な民族観の構築を図った。
この思想に基づいて、中国政府は漢民族の権利に一定の制限を設ける多くの政策や法規を制定した。民族区域自治制度は、関係部門が「大漢族主義」とみなした思想に反対するために設けられた制度であり、少数民族が法律や政策面において優遇され、漢民族の公民よりも高い地位を有する構造になっているが、これは漢民族に対する逆差別であるとの見方もあるものの（「兩少一寬」を参照）、これこそが当局が主張する「民族平等」政策とされている。
2012年に習近平が中国共産党中央委員会総書記に就任して以降、中国共産党当局は中国における民族融合政策を強化した。

## 関連する定義と発展

### 「中国」の多重的定義
漢代以降、人びとは漢族によって建てられた漢族王朝を「中国」と呼ぶようになった。その後、「中国」という語は古典文献において、異民族が漢地に入主した後に建てた王朝にも用いられるようになった。
- 《三国志》：「今中國（曹魏）勞力，亦吳、蜀之所願。」；「若能以吳、越之眾與中國（曹魏）抗衡，不如早與之絕」[17]；
- 《元史》：「至元二十七年，帝怒，欲再發兵，丞相完澤、平章不忽木言：『蠻夷小邦，不足以勞中國（大元）。張立道嘗再使安南有功，今復使往，宜無不奉命。』」[18]。

しかし、歴史学においては、漢族を主とする王朝による政治支配の及ぶ範囲を基準とする見解も存在する。これは漢族または漢族が建てた王朝を「中国」と見なすものであり、それを客観的な歴史の必然的結果であるとする。とりわけ、異民族の侵入や民族間の対立が極端に激化したとき、漢族の王朝こそが「中国」を代表する意義を一層強く持つようになったとされる。また、ある学者は、五胡十六国、北魏、西夏は「浸透王朝」であり、遼・金・元・清の諸王朝または政権は「征服王朝」であると指摘する。
また、「中華民族」はかつては漢族と同義であったが、現在では中国のすべての民族を含む概念となっている。また歴史上、柔然は自らを「漢」と称し、南斉に対して「中華を回復する」意志を示したこともある。
遅くとも康熙帝の時代には、「中国」という語は多民族による統一国家の呼称となり、中華の諸民族もこれ以降「主権国家たる中国の名の下に世界の舞台で活動するようになった」。
一方で、一部の歴史学者は上記のような見解を伝統的な漢族封建支配階級の遺産であると見なし、中原王朝の興亡や版図の変遷をもって歴代「中国」の領域とするのは適切ではないとする。また、現代中国の領土をそのまま歴史的「中国」とみなすこともできないとし、清朝の最盛期の版図を基準とするべきだと主張している。このような定義による「中国」は、費孝通のいう「中華民族」（主体である漢族に加え、満、蒙、回、蔵、苗、壮、維吾爾など多数の少数民族を含む）を範疇に含む。
また、別の定義としては、「まさにこのような理由から、過去数千年にわたる歴史の中で、我が国の諸民族間には幾度となく戦争が起こり、あるいは少数民族が国家政権を掌握することもあったが、それによって中華民族が分裂や解体に至ることはなかった。この意味において、国家の利益は常に民族の利益よりも上位にあった」とするような主張もなされる。

### 費孝通による「中華民族の多元一体構造」理論
費孝通の「中華民族の多元一体構造」理論は、最終的に中華人民共和国の公式イデオロギーとなり、古史辨派の歴史観に基づいて漢族中心の一元史観を解体した。これにより、華夏一元中心起源論が打破され、次のようにも指摘された：
旧中国の大漢族主義支配のもとでは、漢語・漢文が「国語」「国文」とされていた。だが新中国は民族平等を堅持し、いかなる民族の言語にも特権を与えず、「漢語」「漢文」と改称した。「国語」や「中国語」という呼称は誤解を生みやすいため、使用は認められていない。中華民族の「多元一体」構造における「一体」は、明らかに政治的な一体を指すものであり、「中華民族はすでに一つの民族となった」という見解は、我が国が統一された多民族国家であるという事実に合致しない。

「炎黄子孫（炎帝と黄帝の子孫）」という言葉は、もともとは海外同胞が祖国統一の政治的スローガンとして提起したものであり、歴史的には主に漢民族と南方の一部少数民族を指す。中共中央宣伝部は、すでに複数回にわたり、「炎黄子孫」という表現は「中華民族」に置き換えるべきであると通知している。こうした非科学的な表現は民族団結に資さないため、報道機関は十分に注意すべきである。—『対外宣伝工作論文集』五洲伝播出版社、1998年、
また、国務院もかつて文宣部門に対して「満清」という言葉の使用を禁止する通知を出したことがある。さらに一部では、岳飛や文天祥などの忠臣烈士を称揚する際に少数民族を貶める意識が現れることに対し、「意図的な歪曲や悪意ある中傷に対しては、歴史的事実を明確にすべきである。古代中国における少数民族の中原進出と、現代の国際秩序下における日本帝国主義による侵略は、まったく異なる問題である」とするような見解も生じた。

### 譚其驤による「歴史上の中国」論
中国では、1951年に白寿彛が「歴史上の祖国国土」という問題を提起し、果たして現在の国境を基準として過去を捉えるか、それとも歴代王朝の領域を基準とするのかという問いを発した(p15)。
その後、譚其驤はその著作『歴史上の中国および中国の歴代領域（中国語: 歴史上的中國和中國歷代疆域）』の中で、現代の中国人は、古人の心に描かれていた「中国」を、今日の中国の範囲としてはならず、また現代の中国の範囲をもって歴史上の中国の範囲を限定してもならないと主張し、「歴史上の中国」の範囲を清朝盛世期の版図とし、その範囲内で活動していた民族はすべて中国史上の民族であり、その範囲内において成立した政権もまた中国史上の政権であるとした。
たとえば高句麗について、譚は「その都が現在の中国領内にあった時期は、中国歴史上の政権である」と認める一方、「427年に都を朝鮮半島へ遷した後は、たとえその領土が朝鮮半島か中国東北にまたがっていたとしても、中国歴史上の政権とはいえない」としている。
これは、白の提起した問題、すなわち現在の中国の国土を基準とするか、歴代王朝の領域を基準とするかという問題の双方から一定程度距離をとったものであり(p16)、この見解もまた、中国大陸における主流の歴史観とイデオロギーの一部となっている。

### マルクス主義における民族観
マルクス主義における民族観は、レーニンおよびスターリンによる民族ショーヴィニズムに対する批判に由来する。レーニンは世界を「抑圧民族」と「被抑圧民族」とに区分し、無産階級は異民族との信頼関係を築くために譲歩しつつ、無産階級の団結を通じて共産主義社会を実現すべきであると主張し、同時に被抑圧民族には民族自決権があるとした。レーニンは民族問題の根本的な解決策として「民族区域自治」を提唱し、この制度によりブルジョワ階級による民族間対立を回避し、労働者が民族文化によって分断されるのを防ぎ、無産階級がブルジョワ民族主義に扇動されて互いに殺し合う事態を防止できると考えた。被抑圧民族の解放は世界社会主義運動の一環とされ、中国共産主義においては、漢族が「抑圧民族」、少数民族が「被抑圧民族」と位置づけられていた。
コミンテルンの影響下で、初期の中国共産党も民族問題の解決原則として民族自決を掲げた。少数民族の地位を平等にすると宣言し、政権の安定を図るとともに、清朝版図の擁護者というイメージを築こうとした。これは、中国が真に多民族国家となったのは清朝以降であるからである。マルクス主義的民族観の確立は、民族団結を強化するための前提とされた。中国共産党は、過去の中国の統治者が一貫して民族抑圧政策を実行し、各民族の地位の不平等を生み出し、民族間矛盾を利用・煽動することを自らの統治手段としてきたと非難した。少数民族地域の後進性は、中国国民党の支配階級による少数民族への搾取・抑圧・差別に起因するとされた。
そのため、共産党は政権掌握後、ソ連に倣って段階的に民族区域自治を推進し、自治州、自治県、自治区の三級制度を設けた。新疆ウイグル自治区、広西チワン族自治区、寧夏回族自治区、チベット自治区をはじめ、29の自治州、54の自治県（旗）が設立された。国民党が満・蒙・回・蔵の四民族のみを少数民族と認めていたのに対し、共産党は少数民族への支援政策を公約し、漢族は歴史的に少数民族に対して不義をなしたとして、借りを返す必要があると強調した。その結果、1953年には400を超える少数民族が独立した自治区域としての承認を申請し、中央政府は人類学・民族学・歴史学の著名な学者による調査チームを派遣せざるを得なかった。こうして、1978年には中国全体で56の民族が存在すると政府が正式に発表し、現在までこの分類が用いられている。鄧小平との会談以降、費孝通が「中華民族の多元一体構造（中国語: 中華民族多元一体格局）」理論を提唱した。鄧の後押しにより、民族自治制度はかつてないほどに強化されることとなった。2004年には、中共は中国国内に少数民族出身の官僚が300万人いると発表した。
マルクス主義的民族観の指導下での中国の民族政策は、少数民族の利益を徹底して擁護するものである。1980年代以降、政策面では少数民族に対して全面的な優遇が行われ、社会資源や政治資源の配分も少数民族の人口比に基づいてなされた。一部の民族政策は極端な方向に進み、新疆では少数民族が入学・就職・兵役募集においていずれも60%を占めるという「三つの60%」政策や、少数民族の犯罪者に対して実施される「両少一寛」政策などが挙げられる。共産党は、大民族が自らの不平等を引き受けることで、小民族が大民族との「事実上の平等」を実現できるように支援すべきだと強調している。同時に、少数民族に対する文化的同化に反対する立場をとっている。毛沢東理論によれば、国家が消滅してはじめて民族も消滅するとされており、経済や政治の平等は少数民族の民族意識の覚醒を妨げるものではないとされる。少数民族の人口は40年間で7000万人以上増加し、これは共産党の政治的成果の一つとして掲げられている。
中国は改革開放を進めると同時に、民族区域自治を強化し、漢族を含むすべての民族を「漢化」するのではなく、「中華民族化」することを掲げた。そして、費孝通の中華民族の多元一体構造理論を基調として、マルクス主義に基づく多元かつ一体である中華民族の構築を始めた。

### 国際連合の関連法案
国際連合が公布した『世界人権宣言』は、少数集団または人種であるという理由だけで、他の集団や人種を超える特別な特権や待遇を享受すべきであるとは規定していない。この宣言は、人種、肌の色、性別などの違いによって個人が享受すべき権利の多寡を定めるべきではないことを明確に述べており、人種の別なく万人が平等であることを主に提唱している。少数であろうと多数であろうと、いずれも人であり、万人は平等である：
第２条

すべて人は、人種、皮膚の色、性、言語、宗教、政治上その他の意見、国民的もしくは社会的出身、財産、門地その他の地位又はこれに類するいかなる自由による差別をも受けることなく、この宣言に掲げるすべての権利と自由とを享有することができる。さらに、個人の属する国又は地域が独立国であると、信託統治地域であると、非自治地域であると、又は他のなんらかの主権制限の下にあるとを問わず、その国又は地域の政治上、管轄上又は国際上の地位に基ずくいかなる差別もしてはならない。

第７条

すべての人は、法の下において平等であり、また、いかなる差別もなしに法の平等な保護を受ける権利を有する。すべての人は、この宣言に違反するいかなる差別に対しても、また、そのような差別をそそのかすいかなる行為に対しても、平等な保護を受ける権利を有する。—世界人権宣言（1948.12.10 第３回国連総会採択）

## 第一代民族政策

### 少数民族への特別待遇
中華人民共和国は、漢族が人口、文化、言語、歴史などの要因によって形成した大きな既得の優位性を調整するために、少数民族の権利を保障・制限する多くの政策と法規を制定している。国家の法律として『民族区域自治法』があるほか、行政法規として『城市民族工作条例』や『民族郷行政工作条例』がある。『人口の少ない民族の発展支援計画（中国語: 扶持人口较少民族发展规划）』、『少数民族事業「第十一次五カ年計画」（中国語: 少数民族事业“十一五”规划）』および『辺境地域振興「第十一次五カ年計画」（中国語: 兴边富民“十一五”规划）』などは、プロジェクト、資金、政策の面から少数民族および民族地域への支援を強化している。
このほか、民族自治地方では、自治条例が139件、単行条例が777件制定されており、法律や行政法規の規定に対する変通・補充規定が75件ある。また、民族自治地方を管轄する13の省は、それぞれ『民族区域自治法』の実施に関する若干の規定または意見を制定し、地方性法規として民族区域自治法の実施を進めている。民族自治地方では、137の自治条例、510の単行条例、75の変通・補充規定が制定されている。2011年には国家民族事務委員会政策法規司が『民族法制体系建設「第十二次五カ年計画」（2011 – 2015年）』を発表し、民族区域自治と少数民族の権利保護をさらに強化した。たとえば、
- 民族区域自治制度として、5つの自治区、30の自治州、120の自治県（旗）、数千の民族郷が設置されている。現在、民族自治地域の面積は全国の国土面積のおよそ64%を占めている[64]。
- 少数民族は、教育、就職、昇進などの各方面で優遇を受けており、ウイグル族、回族、朝鮮族、ナシ族など十数の少数民族では、1万人あたりの大学生の人数がすでに全国平均を上回っている。
- 貧困扶助資金や建設プロジェクトにおいても、少数民族地域に重点的に配分されている。
- 少数民族発展教育補助金、民族地域補助金、民族自治地域機動金、辺境建設事業補助金、経済的に発展の遅れた地域への支援金、少数民族発展資金などが設けられている。一部の自治州や自治県を除いて、ほとんどの地域は財政収支の均衡が取れておらず、上級政府からの財政補助に依存しており、これは財政転移支付制度によって実現されている[65]。
- 少数民族地域に対しては、ペア支援や経済技術協力が行われている。北京市が内モンゴル自治区、河北省が貴州省、江蘇省が広西・新疆、山東省が青海省、上海市が雲南省・寧夏を支援し、全国がチベットを支援している。中央政府の各部門は貧困地域へのペア支援を担当し、中央国家機関、全国18の省（市）、および17の中央企業がチベットを支援している[66]。中央政府はチベットに毎年一定額の補助金を与えており、1997年には中国共産党中央が4億6000万ドルの補助を行った[67]。アメリカ合衆国国務省も中国共産党中央によるチベット地域への貢献を認めている[68]。
- 人口の少ない少数民族を支援するための発展計画も策定されている。
- 北京、江蘇、新疆など16の省（自治区、市）および広州、昆明、成都などの複数の中心都市では、ハラル食品の供給と管理を保障するための専用立法が存在する。
- 少数民族の官僚や代表が一定の割合を占めることも保障されている。たとえば胡耀邦は、「少数民族地域の幹部のうち、60%以上は少数民族出身者が占めるべきである。大学入試では、少数民族の学生の合格者の割合が60%以上であるべきだ。中央の投資のうち、民族事業に使われる経費は60%以上であるべきだ」と提唱した[69][70][71][72][73]。

- 少数民族のために文字を創造し、民族語による教育を実施している。
- 地方自治政策として、自治地域の政府首長は必ず少数民族が務めることになっている。ただし、自治地方の党委書記は一般的に漢族が務めており、党委書記の権限は地方政府首長よりも高い。
- 国家教育部は、少数民族の学生が大学院を受験する際、別の基準を設け、点数を引き下げて合格させるよう規定している。多くの少数民族の学生は、漢族の学生より10点低い成績で大学院に合格している。たとえば中央民族大学では、少数民族地区出身の少数民族受験生の合格点が、他の受験生よりも大幅に低く設定されている。また、少数民族の学生は、一般大学の民族クラスや予科クラスを通じて大学に入学することもできる。これらのクラスを受験する場合、少数民族の受験生は最大80点まで点数を引き下げて合格できる。現在、大学に在学中の少数民族学生のうち、10%が予科クラスや民族クラスで学んでいる。
- 漢族および人口1,000万人を超える少数民族には厳格な一人っ子政策が適用され、多くの場合、一組の夫婦に子どもは一人までとされている。一方、人口1,000万人未満の少数民族は複数の子どもを持つことができる。その他の民族、特に漢族が規定を超えて出産した場合、保護者は多額の罰金や強制的な避妊手術、子宮内避妊器具の装着を強いられる[74][75]。なかには、人口が1,000万人を超えていても、強制的な避妊処置を受けずに6人の子どもを出産するケースもある。たとえば、2014年8月に報道された「寧夏回族夫婦が6年間で3組の双子を連続出産」のような例がある[76]。

中発〔1984〕第5号文「『両少一寛』に関する通達」で規定されている、少数民族の公民による犯罪に対する「両少一寛」政策とは、「少数民族の犯罪者に対しては『逮捕を少なく、死刑を少なく』の方針を堅持し、処分においては一般的に寛大に扱うこと」である。
深圳の華強路での事例では、ある若い女性がウイグル族露天商からクルミの実を買おうとした。店頭には「1キログラム25元」と表示されていたが、計量して代金を支払おうとすると、1キロ125元を要求された。露天商は「25元」の前の小さな線が「1」だと主張した。両者の間で口論となり、女性が購入を諦めようとすると、露店商は引き止め、最後には女性に暴力を振るった。近くの警備員が仲裁に入ると、周囲のウイグル族露天商たちが加勢に駆けつけ、騒ぎはさらに大きくなった。その結果、翌日には100人以上のウイグル族が深圳市党委員会の前で座り込みの抗議活動を行い、「これは民族差別だ」と訴えた。深圳市政府と党委員会は、できる限りの慰撫と「加勢した」露天商への補償を行い、さらに報道機関に対し、この騒動を報道しないよう通達を出した。また、各機関には口頭で「市民にはウイグル族の商品を買わないようにし、言葉の違いによる誤解や衝突を避けるように」と通知した。
この事件についての評論では、このような詐欺的な商売が同じ民族間で起きた場合、せいぜい「商人に道徳がない」事例として扱われるだけだが、異なる民族の間で起きた場合は、火薬庫の導火線になりかねないと指摘された。また、中国政府が漢人に対しては厳しく、少数民族に対しては懐柔的なのは無理もない話であり、なぜならは当局の目には、漢族は「家生奴（家で生まれた奴隷）」であり、どう扱っても“外心”（反心）を抱くことはないと見なされているからであると言われた。そのため、新疆に移住した漢人たちは同情に値するとされている。通常時には、政府の逆差別的な少数民族政策に苦しめられ、衝突の際には無防備で立場が弱く、しばしば民族間の対立の犠牲者になってしまうためである。少数民族地区（ウイグル、漢族、回族、ミャオ族、イ族など、すべての少数民族が集住する地域を含む）において、中国政府当局は一貫して「超民族的な政府」「各民族の共存を推進する政府」という役割を演じようとしており、漢族からは「逆差別」とされる一連の少数民族優遇政策を講じている。その政策の基本精神は、「政治的には懐柔、経済的には優遇」とまとめられる。たとえば、計画出産政策は漢族にしか適用されず、少数民族地区では実施されていない。漢族と少数民族との間に衝突が起きた場合、漢族が受ける処罰は非常に重く、少数民族側は軽微な処罰、あるいは全く処罰されないことすらある。1970年代に発生したひとつの例では、湘西で鉄道建設が行われていた際、現地のミャオ族と共に赴いた漢族の知識青年の間で衝突が起こり、最終的に暴力沙汰に発展した。この事件では、発端の責任は漢族側にはなかったにもかかわらず、最終的に複数の漢族青年が死刑判決を受けた一方で、ミャオ族の側はほとんどが訓戒処分に留まり、最も重いものでさえ拘留程度で済まされた。

### 貧困扶助政策
1994年から2000年までの間に、湖南省は民族地域に対して総額24.6億元の貧困扶助資金を手当てした。少数民族の貧困人口一人あたりの扶助資金は1445元であり、これは省全体の平均より432元高かった。浙江省はチベット自治区の那曲地区に対して、8.4億元ものペア支援資金を提供した。中央政府が新疆支援を開始して十数年の間に、全国各地から新疆へ無償で提供された資金や物資は、合わせて43億元にのぼり、新疆で実施された協力プロジェクトは1200件以上、資金到達額は250億元を超えた。2011年には、漢族から新疆への支援資金は100億元を超え、新疆の少数民族に対して無料住宅が提供された。2011年から2015年までの山東省のペア支援資金は約47.2億元であり、そのうち建設支援プロジェクトへの配分は45.61億元、予備費は1.59億元だった。建設支援資金のうち、安居富民プロジェクト、教育、医療、就業訓練などの民生関連分野への投入は34.63億元で、全体の75.93%を占めた。1994年以降、中国政府は60以上の中央国家機関、全国18の省（直轄市）、17の中央企業に対しチベット自治区へのペア支援を順次割り当て、2008年末までに累計で1112.8億元の支援資金を投入し、6050件のペア支援プロジェクトを実施した。1994年から2001年の間に、中央政府はさらにチベットに対して62件の建設プロジェクトに直接投資し、総投資額は48.6億元に達した。15のペア支援省および中央各部委は、無償で716件のプロジェクトを建設した。過去には中央政府の財政は少数民族地区に対し、毎年10%の増額で補助金を支給する政策を実施していたが、数年のうちに中央財政収入の年平均成長率が4〜6%にとどまり、財政負担に耐えられなくなったため、この政策は廃止され、定額補助に切り替えられた。これに対し、少数民族地域からは強い不満の声が上がり、中央に対して引き続き支給増額を維持するよう強く要求している。

### バイリンガル教育政策
中国共産党は、毛沢東が断言した「民族は国家の消滅の後に初めて消滅する」という理論に基づき、少数民族に対するバイリンガル教育を推進し、その民族意識の育成を奨励してきた。民族地域では民族小学校、民族中学校、民族師範学校、民族職業学校、民族中等専門学校および民族高等教育機関の設立が認められており、また1986年に制定された『中華人民共和国義務教育法』には「主に少数民族の生徒を募集する学校は、現地の民族語で授業を行うことができる」との規定があった。しかし、この条文は2006年の『義務教育法』改正で削除された。2002年に発布された『民族教育の改革の深化と発展加速に関する国務院の決定（中国語: 国务院关于深化改革加快发展民族教育的决定）』では、少数民族が自民族の言語で教育を受ける権利を尊重・保障すること、民族言語による教材の整備を強化することが改めて強調された。地方の特色を反映した民族文字教材の編纂と翻訳を進め、その経費は教育予算に組み込み、教材の翻訳、審査、出版に対する支援を行い、民族文字教材の安定供給を確保するとされた。また、民族中小学におけるバイリンガル教育の推進も掲げられた。2006年には、財政部と教育部が『少数民族教育および特殊教育中央補助特別資金管理弁法』を公布し、少数民族教育向けの中央補助特別資金を用いて、中西部地域における少数民族義務教育段階の小中学校教員のバイリンガル研修への支援を重点とし、併せて民族教育の特色を反映した教育機器や備品の整備にも配慮するよう定めた。これにより、少数民族教育の発展には追加の財政支援が提供された。
1992年、沿海部の省や市と143の少数民族貧困県が「一対一」の支援関係を結んだ。2000年には、教育部などが共同で『東西部地域学校のペア支援に関する指導意見（中国語: 关于东西部地区学校对口支援工作的指导意见）』を発表し、「東部地域の学校による西部貧困地域学校へのペア支援プロジェクト」および「西部の大中都市の学校による自省（自治区、直轄市）内貧困地域学校へのペア支援プロジェクト」が正式に始動し、民族地域への優遇措置が取られるようになった。
高等教育に関しては、1960年代から一般の高等教育機関において民族クラスが設置され、少数民族の学生が比較的低い成績で大学に進学できるようになった。1980年代には、全国重点大学や一部の省立高等教育機関でも民族クラスが設けられ、一部の中学校や中等専門学校にも民族クラスが設置された。さらにチベットや新疆に対しては、内地に専用の「チベットクラス」や「新疆クラス」が設立された。
2021年、全国人民代表大会常務委員会は、地方の一部の法律において、各級・各種の民族学校がその民族の言語文字、あるいはその民族で広く使われている言語文字を用いて授業を行うべきだと定めていること、また一部の地方規定では、地元の教育行政部門の同意を得たうえで、条件の整った民族学校において一部の授業を漢語で行うことができるとされていることを指摘した。これに対し、全国人大常委会の法律工作委員会は、こうした規定は憲法第十九条第五項にある「国家は全国で通用する普通話の普及を推進する」との規定や、「国家通用語言文字法」「教育法」など関連法律の規定と一致しておらず、憲法に適合しないと判断し、該当する立法機関に対し修正を要求した。

### 文芸政策
新中国成立以来の文学芸術は、常に当時の社会政治と緊密に結びついており、中国の特色ある社会主義の文化的価値観に基づく歴史的・文化的論理を形成してきた。時の政権が文芸に影響を及ぼす主な手段は、さまざまな政策措置によって文芸の発展を調整することである。こうした中で、文芸はマルクス主義の古典的論述を単純に踏襲し、次に新しさや変化を求め、ユートピア的な幻想に満ち、さらに社会主義の新しい文化と新しい価値観を追求しつつ、主旋律を称賛し、多様な発展の中でも主旋律を強調するという流れをたどってきた。「二為（人民のために尽くす、社会のために尽くす）」、「双百（百花斉放百家争鳴）」の方針を厳格に貫徹せよ、社会主義のために服務せよ、百花斉放百家争鳴など、文化政策は常に指導者の発言を基礎として策定されてきた。主旋律、社会主義的価値観、民族団結は中国共産党の文芸政策の基本的な指導理念となっている。要するに、共産党は文化創作が党の性質と宗旨に一致することを求めている。その文芸政策は、文芸創作が「党の立場に立ち、党の性格と党の政策の立場に立つ」ことを要求している。2011年に発表された「文化体制改革の深化に関する若干の重大問題に関する中央決定（中国語: 中央关于深化文化体制改革若干重大问题的决定）」は、文芸の統制をさらに強化し、社会主義文化に対する党の指導的役割を強調し、中国特色社会主義の共通理想の維持を試みている。ニュースメディアについても、「正しい方向性の堅持」とは社会主義核心価値体系に合致しているかどうかによって判断され、すべてのメディアに対して、その立場を非常に明確にし、自覚的であるべきであるとされている。そのため、文芸作品も社会主義核心価値体系の意味するところを表現しなければならないとされている。
ある見解によると、1980年代末以降、中国共産党は民国時代以来の政治家たちによる「満清」への蔑視を一転させ、歴史学界や文芸界に対して清代の皇帝を称賛するブームを競って巻き起こすよう奨励したという。その中ではヌルハチ、ホンタイジ、順治、康熙、雍正、乾隆さらにはドルゴン、や孝莊文皇后に至るまで、いずれも並外れた才覚と戦略眼を備えた人物として描かれている。
映像・音声メディアの出版は、中国共産党の民族政策および主旋律の称揚における最前線の陣地となっている。その中には、少数民族を意図せず「冒涜」したとして苦情が寄せられた映像作品の例もある。たとえば、2000年夏、浙江電視台が放送したテレビドラマ『張文祥刺馬』において、道光年間に両江総督を務めた山東省菏沢出身の回族、馬新貽の一族が祖先を祭る場面で、供え物として豚の頭が供えられているシーンが登場し、一部の回族から強い不満の声が上がった。これを受けて、陝西省党委員会宣伝部、省民族委員会などの関係部門が調査と処理にあたった。当局はまた、新時代の歴史ドラマにおいては題材の選定にあたり、大漢族主義的な史学観から脱却し、多民族によって構成される中華民族という全体的な観念の理解を強化するよう命じている。そして、各民族の団結強化に資する歴史ドラマの題材を重視するよう求めている。

## 第二代民族政策
学術界では、民族間の対立への反省から、清華大学国情研究センター主任の胡鞍鋼と学者の胡聯合が「第二世代民族政策：民族の融合と繁栄の一体化を促進する（中国語: 第二代民族政策：促进民族交融一体和繁荣一体）」を発表した。彼らはこの中でアメリカ合衆国に倣った「中華民族意識」の育成を提唱し、漢族と少数民族の区別を薄め、少数民族特権の撤廃、計画出産政策を平等実施、民族区域自治制度の廃止、普通話の推進、市民の民族意識と「56民族」という観念の段階的な希薄化、「中華民族」としてのアイデンティティと認識の強化、中華民族の一体化を着実に進め、民族の繁栄と統一発展を促すべきだと主張した。これに対して、郝時遠や黄鋳らは、この「第二代民族政策」は違憲であり、国家の憲法条文を踏みにじり、廃棄するもので、少数民族を敵対勢力として扱うものだと強く批判した。
また、ある学者は、第一代民族政策において少数民族にのみ優遇措置を与えたことは、本質的に人は生まれながらにして平等であるという憲法の精神に反しており、むしろ別の形の不平等を生み出しているとし、これを「逆差別」であると指摘している。また別の学者は「（チベット自治区においては）社会のあらゆる不満が、ほぼすべて政治的不満へと転化し、それに伴って『チベット独立』のスローガンが叫ばれる。そして、チベットの『安定集団（既得権益層）』は、政局の不安定を利用して北京から巨額の予算配分や各種の福祉、社会保障を獲得している」と指摘する。
「第二代民族政策」という概念をめぐる一連の学術的論争は、姚新勇によって「『民族問題』反思潮」として総括されている。姚は、「『第二代民族政策』の提言が登場したのは2011年9月であるが、その思想に近い『国家的行動』はすでにしばらく前から始まっていた」と述べており、この提言の提出は、中国共産党による民族政策の転換に向けた「試金石」であった可能性が高いとしている。
2010年、当時の中国共産党中央総書記の胡錦濤は第五次チベット工作座談会において、「民族の交往・交流・交融」という概念を初めて提起した。その後、習近平が最高指導者に就任すると、この概念はさらに展開され、体系化されていった。2014年の中央民族工作会議、2019年の中国共産党第19回全国代表大会（十九大）、2021年の中央民族工作会議などを通じて、中国当局は習近平政権以降の民族政策の転換を「新時代の党の民族工作」と位置付け、「中華民族共同体意識をしっかり築くこと」が民族政策の主線として明確にされた。この新たな路線に沿って打ち出された政策には、普通話の普及、宗教の「中国化」推進などが含まれていた。たとえば、内モンゴル自治区では2020年8月26日、自治区教育庁が小学校課程改革案を発表。これにより、モンゴル語で授業を行ってきた小学校（民族学校）では、2020年9月から語文科において教育部の統一編纂教材を使用し、2021年秋からは道徳と法治（旧・品徳と社会）科でも同様に国家通用語言文字（普通話）での授業が行われることとなった（2020年内蒙古双語教育新政策争議）。
アメリカのメディア『ロサンゼルス・タイムズ』およびハーバード大学の「新清史」学者マーク・C・エリオットは、2012年に習近平が中国共産党中央委員会総書記に就任して以降、それまでのソ連式の「コレニザーツィヤ（ロシア語: Коренизация）」を放棄し、特にアメリカ型の「人種のるつぼ」に似た西洋風の民族統合政策へと転換を図ったと指摘している。この政策は「第二代民族政策」と呼ばれ、中国における民族問題の解決を目的としているという。

## 批判

### 少数民族に対する抑圧
中華人民共和国の新疆ウイグル自治区において、2017年3月以降、ウイグル族をはじめとするイスラム教徒の少数民族および宗教的少数派の生存状況に関してジェノサイドの告発がなされている。これらの告発は、現中国共産党中央委員会総書記・習近平の指導の下、中国共産党および中華人民共和国政府が、イスラム教を信仰するウイグル族やその他の少数民族・宗教的少数派に対して、ジェノサイドに相当する行為を行っているというものである。
チベットにおける人権問題も、長年にわたり論争の的となっている。報道によれば、チベットにおける人権侵害には、宗教・信仰・結社の自由の制限、恣意的な逮捕、拘留中の虐待や拷問、強制的な中絶や不妊手術などが含まれる。宗教に関する人権問題は、宗教的および政治的指導者に関わるものが多く、とりわけダライ・ラマ14世の亡命は、国際的に頻繁に批判される話題である。またパンチェン・ラマ11世およびカルマパ17世の認定に関しても、重大な論争が存在している。
また、上述した内モンゴル自治区における教育言語の問題に関しては、この改革は、内モンゴル地域で一連の抗議活動を引き起こし、地元の公安当局はこれらを「騒動の挑発」や「違法集会」と見なして、数十人以上の保護者や教師らを逮捕または軟禁した。抗議活動は中国本土の主要メディアでほとんど報道されず、インターネット上の関連トピックも大半が検閲された。9月に入り、自治区当局は事態の沈静化を図り、教育庁は「五つの不変」と称する保証を発表した。それは、
1. 国語（語文）・道徳と法治・中学校の歴史の三科目以外の教材は変更しない、
2. 教授言語は変更しない、
3. モンゴル語およびその他の母語授業時間は変更しない、
4. 現在のバイリンガル教育体制を維持する、
5. その他の関連制度も変更しない、

というものであった。しかし後に、この「五つの不変」は中央政府の政策と整合しないとして、見直しまたは撤回されたとされる。

### 漢族差別
少数派ばかりを優遇して、多数派の正当な権益を無視したり損なったりすることは逆差別であるとする批判がある。中国本土の中等教育卒業試験における少数民族への加点制度についても、行き過ぎた保護は他の人にとって不公平であり、「逆差別」にあたるという意見がある。陝西、寧夏、甘粛など一部の地方政府が少数民族や宗教勢力を過度に優遇し、特定の宗教（特にイスラム教）を他の宗教や非信者に対して優先的に扱っていることが不満を呼んでいる。たとえば、2016年4月、西安の道士・梁興揚が、回族軍閥・馬家軍の主要人物である馬歩芳を批判したところ、「民族団結を破壊した」として西安の警察に連行され、調査を受けた。
香港の非中国系報紙『太陽報』も、第一代民族政策について「中国の56の民族の中で、最も差別を受けているのは少数民族ではなく、実は人口が最も多い漢族だ。漢族と少数民族は、そもそも同じスタートラインに立っていない。大学卒業後の就職でも、同等の条件であれば少数民族が優先的に採用される。昇進においても、少数民族は有利で、どのレベルの政府機関にも必ず少数民族の代表がいなければならない。内地の官界では『無知少女』という言い方がある。『無』は無党派、『知』は知識人、『少』は少数民族、『女』は女性を指す。もしあなたが少数民族であれば、漢民族より昇進の確率は格段に高い。たとえ大学に進学しなくても、官僚にならなくても、少数民族には依然として特権がある。たとえば、計画出産の対象外であり、子どもを何人でも産むことができる。チベットや新疆を訪れてみれば、一家に3人、4人の子どもがいるのは普通の光景だ。一方、漢族は哀れなもので、計画出産のスローガンには『堕ろせ、流せ、でも産ませるな（中国語: 打下來，流下來，就是不能生下來）』とあり、その残酷さは言うまでもない。漢族が子どもを多く産めば許されない大罪とされ、長い目で見れば少数民族の人口が増加し、漢民族の人口が減少するのは避けられない大きな流れだ。当局は民族問題の対処において無能で軟弱であり、結局のところ漢族の利益を犠牲にするしかない。こうして漢族は二等市民に転落している。漢族の中には、少数民族になりすますことを誇りに思う者さえいるのも、無理はない。」という評論を掲載した。

### 民族対立の醸成
BBCは中国の政治学者劉軍寧によって書かれた記事を掲載し、現在の中国の民族制度が最初のレーニン、スターリンのマルクス主義民族観に基づいていると指摘した。しかし、この民族区分の制度は当初の問題解決の期待とは裏腹に、国内の民族問題を却って悪化させる傾向にあるという。劉は、各民族に対する差別待遇が実施されていることにより、民族間に深い溝が生じ、さらに多数派の漢族と少数民族との間に差異、敵意、対立が生じ、最終的には摩擦から衝突へと進展し、どちらの側にも利益をもたらさないと述べた。劉は民族の区別を廃止し、国民アイデンティティを確立し、平等を実現することこそが、長期的で安定した平和の基礎になると考えている。